# 건덕 (북주)
건덕(建德, 572년 3월 ~ 578년 3월)은 북주(北周) 무제(武帝) 우문옹(宇文邕)의 세번째 연호이다. 6년 동안 사용하였다.

## 개원
- 천화(天和) 7년 3월 14일[1](572년 4월 12일)에 연호를 건덕(建德)으로 개원함.[2][3][4][5][6]

- 건덕(建德) 7년 3월 25일[7](578년 4월 17일)에 연호를 선정(宣政)으로 개원함.[8][3][9][5]

## 연대 대조표
| 건덕        | 원년            | 2년        | 3년        | 4년        | 5년                 | 6년             | 7년        |
| 서기        | 572년           | 573년      | 574년      | 575년      | 576년               | 577년           | 578년      |
| 간지        | 임진(壬辰)      | 계사(癸巳) | 갑오(甲午) | 을미(乙未) | 병신(丙申)          | 정유(丁酉)      | 무술(戊戌) |
| 북제 (北齊) | 무평(武平) 3년  | 4년        | 5년        | 6년        | 7년 융화(隆化) 원년 | 승광(承光) 원년 | -          |
| 남진 (南陳) | 태건(太建) 4년  | 5년        | 6년        | 7년        | 8년                 | 9년             | 10년       |
| 후량 (後梁) | 천보(天保) 11년 | 12년       | 13년       | 14년       | 15년                | 16년            | 17년       |

## 동시대 연호

### 한국
신라(新羅)
- 홍제(鴻濟) (572년 ~ 584년)

### 중국
남진(南陳)
- 태건(太建) (569년 ~ 582년)

북제(北齊)
- 무평(武平) (570년 ~ 576년)
- 융화(隆化) (576년)
- 승광(承光) (577년)

후량(後梁)
- 천보(天保) (562년 ~ 585년)

고창국(高昌國)
- 연창(延昌) (561년 ~ 601년)

기타 정권
- 고연종(高延宗) 덕창(德昌) (576년)
- 유몰탁(劉沒鐸) 석평(石平) (577년)
- 고소의(高紹義) 무평(武平) (578년)

## 같이 보기
- 다른 왕조의 같은 연호
  - 대리국(大理國) 건덕(建德, 1164년 ~ 1171년)
  - 일본(日本) 겐토쿠(建德, 1370년 ~ 1372년)

- 중국의 연호 목록